# Воробьёв, Василий Фролович
Василий Фролович Воробьёв (1 апреля 1899, Венёв, Тульская губерния — 2 мая 1966, Москва) — советский военачальник, генерал-лейтенант (02.11.1944), кандидат военных наук (29.12.1950), доцент (08.12.1939).

## Биография
Родился в городе Венев, ныне Венёвского района Тульской области России. С 1912 года работал учеником и помощником слесаря в депо Московско-Курской ж. д., с июня 1915 года — конторщиком в управлении дороги в Москве, с января 1916 года — крутильщиком машины на кабельном заводе Подобедова.
После Октябрьской революции служил сотрудником в Ново-Андроньевском комиссариате милиции.

## Гражданская война
В Красной Армии с 1 ноября 1918 года, добровольно поступил курсантом на Московские Кремлёвские пулеметные командные курсы РККА. Член ВКП(б) с 1918 года. После их окончания в апреле 1919 года был направлен на Восточный фронт, где служил командиром взвода в 58-м и 53-м отдельных полках ВОХР, а с октября — командиром роты в 66-м отдельном батальоне ВОХР в городе Симбирске. В августе с батальоном воевал против восставших частей Ф. К. Миронова в районе Инза — Саранск. В 1920 году участвовал в подавлении восстаний в Уфимской и Казанской губерниях.
С мая 1920 года командовал ротой в 482-м отдельном батальоне ВОХР. В августе был командирован на учёбу в Высшую стрелковую школу командного состава, по окончании которой в декабре назначается инструктором пулемётного дела на 53-и пехотные командные курсы в городе Новочеркасск.

## Межвоенный период
В мае 1921 года сформировал Кизлярские пехотные командные курсы РККА.
С августа 1921 по июль 1926 года — проходил обучение в Военной академии РККА (с 1925 г. — им. М. В. Фрунзе). После завершения обучения был назначен начальником штаба 34-го стрелкового Омского полка в Сибирском военном округе. В январе 1928 года переведен начальником 1-й части штаба 1-й Тихоокеанской стрелковой дивизии Особой Дальневосточной армии в город Владивосток. В 1929 году участвовал с ней в боях на КВЖД на гродековском направлении.
По окончании боевых действий с ноября служил в той же дивизии командиром и комиссаром учебного полка. С января 1930 по январь 1931 года временно исполнял должность начальника штаба дивизии, затем командовал батальоном в 3-м Верхне-Удинском стрелковом полку. В мае 1931 года переведен в штаб ОКДВА на должность начальника сектора 1-го отдела.
В марте 1933 года был назначен начальником штаба 58-й стрелковой дивизии Украинского военного округа (Черкассы).
В ноябре 1935 года командирован в Военную академию РККА им. М. В. Фрунзе на военно-исторические курсы, после которых в декабре 1936 года переведен слушателем в Академию Генерального штаба РККА. По окончании последней в октябре 1938 года оставлен в ней и проходил службу старшим преподавателем и заместителем начальника кафедры тактики высших соединений. В этот период им был разработан и опубликован ряд научных работ по истории Гражданской войны в России: «1929 год (события на КВЖД)», «Оборона Оренбурга».
25 октября 1940 года генерал-майор Воробьев назначается начальником штаба 61-го стрелкового корпуса Московского военного округа (Тула).

### Великая Отечественная война
С началом Великой Отечественной войны генерал-майор Воробьев был выделен на формирование полевого управления Южного фронта и назначен начальником оперативного отдела штаба фронта. 7 июля 1941 года переведен на ту же должность в штаб Приморской группы войск, созданной для обороны города Одесса (с 20 июля — Приморской армии).
С 10 августа 1941 года вступил в командование 95-й стрелковой дивизией, входившей в состав 35-го стрелкового корпуса (с 19 августа — в составе Одесского оборонительного района). Участвовал с ней в обороне Одессы (в Западном секторе обороны).
В первой половине октября дивизия в составе Приморской армии была эвакуирована на Крымский полуостров и принимала участие в обороне Севастополя (с 4 ноября — в составе Севастопольского оборонительного района). Её части удерживали подступы к городу на рубеже реки Бельбек до Черноморского побережья. С февраля 1942 года — исполнял должность начальника оперативного отдела — заместителя начальника штаба Приморской армии Крымского фронта.
С мая 1942 года — помощник командующего войсками по формированиям Северо-Кавказского фронта. В июле — августе его войска вели тяжёлые бои в нижнем течении Дона, затем на ставропольском и краснодарском направлениях. В начале сентября вступил в должность помощника командующего войсками по формированиям Черноморской группы войск Закавказского фронта. В её составе принимал участие в Новороссийской (август — сентябрь 1942 г.) и Туапсинской (сентябрь — декабрь 1942 г.) оборонительных операциях.
С марта 1943 года занимал должность помощника командующего войсками — начальника Управления по формированию и укомплектованию войск Закавказского фронта. В ноябре был выведен в распоряжение Главного управления кадров НКО СССР, затем назначен заместителем командующего 18-й армией. В составе войск 1-го Украинского фронта участвовал с ней в Житомирско-Бердичевской и Проскуровско-Черновицкой наступательных операциях.
С апреля 1944 года и до конца войны исполнял должность начальника штаба 38-й армии. В составе войск 1-го, а с 30 ноября 1944 года — 4-го Украинских фронтов участвовал в Львовско-Сандомирской, Карпатско-Дуклинской, Западно-Карпатской, Моравска-Остравской и Пражской наступательных операциях.

### Послевоенное время
После войны генерал-лейтенант Воробьев продолжал служить начальником штаба 38-й армии в Прикарпатском военном округе. В январе 1946 года переведен в Военную академию им. М. В. Фрунзе, где занимал должности начальника 2-го военно-исторического факультета, с октября — начальника кафедры истории советского военного искусства (с марта 1950 г. — кафедры истории военного искусства).
8 апреля 1959 года уволен в запас. Автор мемуаров и ряда военно-исторических работ. Его воспоминания также включены в книгу «Бойцы вспоминают минувшие дни» (1964).
Умер 2 мая 1966 года, похоронен на 21 участке Введенского кладбища в Москве.

## Воинские звания
- Полковник — 29 ноября 1935;
- Комбриг — 2 апреля 1940;
- Генерал-майор — 4 июня 1940;
- Генерал-лейтенант — 2 ноября 1944.

## Награды

### СССР
- Орден Ленина (21.02.1945)
- Три ордена Красного Знамени (10.02.1942, 03.11.1944, 20.06.1949)
- Орден Кутузова I степени (23.05.1945)
- Орден Богдана Хмельницкого I степени (29.05.1944)
- Орден Кутузова II степени (11.08.1944)
- Два ордена Отечественной войны I степени (25.10.1943, 03.06.1944)
  - Медали СССР в том числе:
  - Медаль «20 лет Рабоче-Крестьянской Красной Армии» (1938)
  - Медаль «За оборону Одессы»
  - Медаль «За оборону Севастополя»
  - Медаль «За оборону Кавказа»
  - Медаль «За Победу над Германией в Великой Отечественной войне 1941-1945 гг.» (1945)
  - Медаль «За освобождение Праги»

Приказы (благодарности) Верховного Главнокомандующего в которых отмечен Воробьёв В. Ф.
- За форсирование рек Вислока и Дунаец и овладение городами Ясло и Горлице — важными опорными пунктами обороны немцев на краковском направлении. 19 января 1945 года. № 229.
- За овладение на территории Польши городом Новы-Сонч и на территории Чехословакии городами Прешов, Кошице и Бардеёв — важными узлами коммуникаций и опорными пунктами обороны немцев. 20 января 1945 года. № 234.
- За овладение городами Вадовице, Спишска-Нова-Вес, Спишска-Стара-Вес и Левоча — важными узлами коммуникаций и опорными пунктами обороны немцев. 27 января 1945 года № 260.
- За овладение штурмом городом Бельско — крупным узлом коммуникаций и мощным опорным пунктом обороны немцев на подступах к Моравской Остраве. 12 февраля 1945 года. № 275.
- За овладение городами Богумин, Фриштат, Скочув, Чадца и Великая Битча — важными узлами дорог и сильными опорными пунктами обороны немцев в полосе Западных Карпат. 1 мая 1945 года. № 356.
- За овладение городом Цешин — важным узлом дорог и сильным опорным пунктом обороны немцев. 3 мая 1945 года. № 361.
- За овладение городом и крупным железнодорожным узлом Оломоуц — важным опорным пунктом обороны немцев на реке Морава. 8 мая 1945 года. № 365.

### Иностранные награды
- Кавалер ордена «Крест Грюнвальда» (ПНР)
- Орден Белого льва (ЧССР)
- Орден Белого льва «За Победу» 2 степени (ЧССР)
- Военный крест 1939 года (ЧССР)

## Труды
- Воробьев В. Ф. 11929 год (события на КВЖД).
- Воробьев В. Ф. Оборона Оренбурга (апрель-май 1919 г.). — М.: Воениздат. — 1938.
- Воробьев В. Ф. Тобольско-Петропавловская операция. — М.: Воениздат. — 1939.
- Воробьев В. Ф. Оборона Севастополя в 1941—1942 годах. — Москва, 1956.
- Воробьев В. Ф. Советское военное искусство. — Москва, 1949.
- Воробьев В. Ф. Военное искусство капиталистического общества (1789—1917 гг.): Сборник материалов для воен. училищ / Отв. ред. Воробьев В. Ф. — Москва: Военное издательство, 1953.
- Воробьев В. Ф. Боевой путь Советских Вооруженных Сил: Сборник / Отв. ред. В. Ф. Воробьев. — Москва: Военное издательство, 1960.
- Воробьев В. Ф. На направлении главного удара. // У черноморских твердынь: Отдельная Приморская армия в обороне Одессы и Севастополя. — Москва: Воениздат, 1967.
- Воробьев В. Ф. В боях под Одесской. // Военно-исторический журнал. — 1966. — № 7. — С.50-58.